# Kurt Wiemers

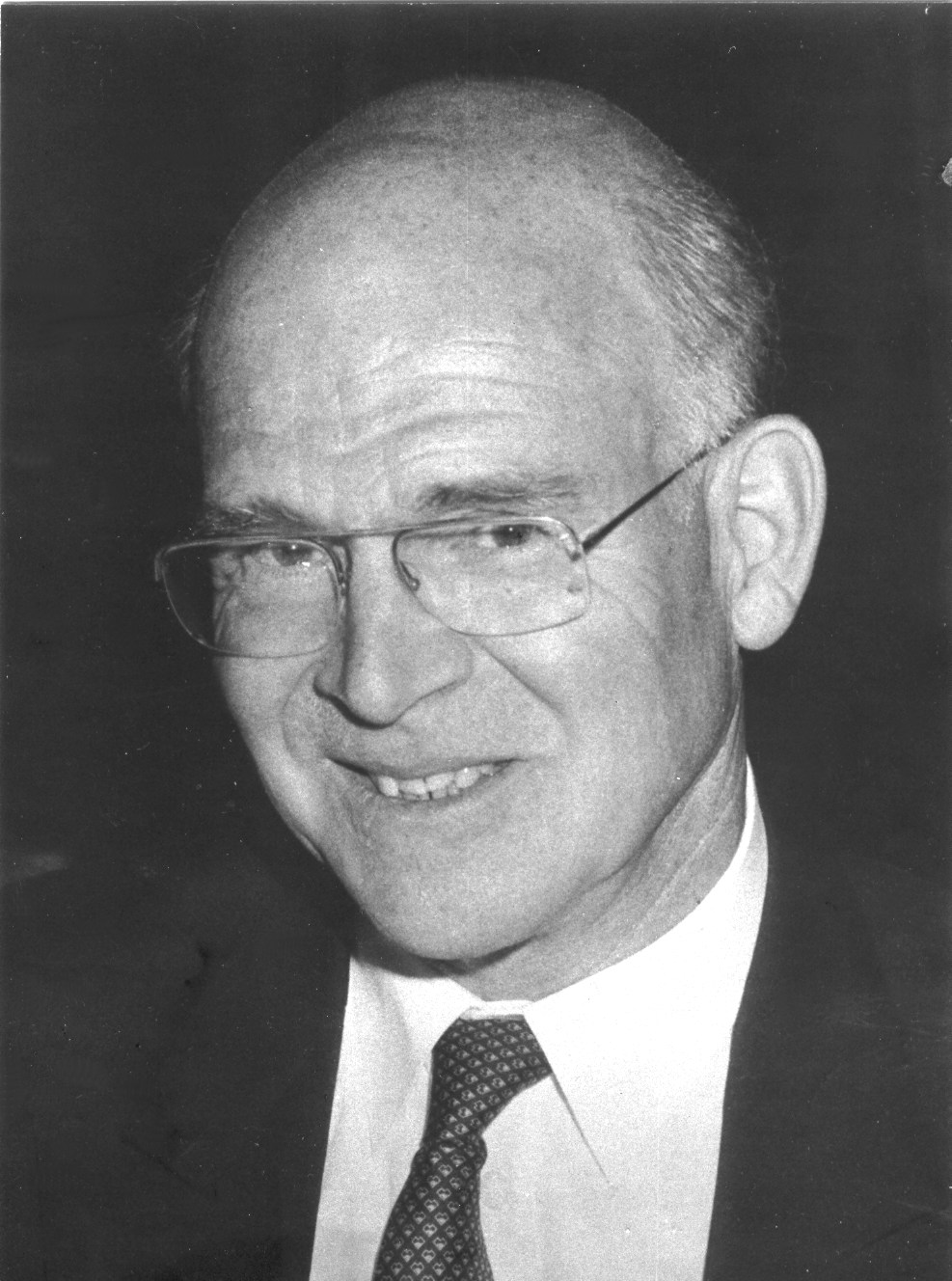
Kurt Wiemers, 1971

Kurt Wiemers (* 6. Juni 1920 in Köln; † 14. Februar 2006 in Denzlingen bei Freiburg) war ein deutscher Anästhesist und Hochschullehrer. Er war Ordinarius und Ärztlicher Direktor des Anaesthesiologischen Instituts der Kliniken der Universität Freiburg.

## Leben
Kurt Wiemers war das einzige Kind des Arztes Albert Wiemers und dessen Ehefrau Aenne Wiemers, geborene Koll. Nach dem Besuch des humanistischen Gymnasiums Kreuzgasse in Köln studierte er nach dem Abitur 1938 Medizin in Freiburg, von 1940 bis 1942 in Königsberg, Berlin, Innsbruck und München, wo er 1944 sein Staatsexamen ablegte und promoviert wurde. Seine klinische Laufbahn begann er mit unbezahlten Stellen: 1946 und 1947 bei Eichhoff in der Chirurgie am Caritas-Krankenhaus Köln-Hohenlind und 1947 bis 1950 am von Max Schneider geleiteten Physiologischen Institut der Universität Köln. Von 1951 bis 1953 war er wissenschaftlicher Assistent der Chirurgie der Universitätsklinik Köln in Köln-Merheim, wo er unter dem Hofrat Dick auch auf dem Gebiet der Anästhesiologie arbeitete.  Wegen seiner physiologischen Kenntnisse wurde er zeitweise abgeordnet, um an der Medizinischen Akademie Düsseldorf die damals für Deutschland neuen Entwicklungen bei der Narkose kennenzulernen. Er erkannte dort die Bedeutung der modernen Anästhesiemethoden, beispielsweise der Relaxation (Gabe von muskelerschlaffenden Pharmaka), Intubation und Beatmung, für den Fortschritt der Chirurgie und der Intensivmedizin und widmete sich daraufhin dem neuen Fachgebiet. Er arbeitete unter anderem mit dem Chirurgen und wie Wiemers physiologisch vorgebildeten Ernst Kern zusammen und publizierte mit diesem mehrere medizinische Arbeiten. 1953 rief ihn der Chirurg Hermann Krauß nach Freiburg, um an der dortigen Chirurgischen Universitätsklinik eine moderne Anästhesie-Abteilung aufzubauen.
Kurt Wiemers wurde 1955 Facharzt für Anästhesiologie und 1959 Facharzt für Chirurgie. Er habilitierte sich 1957 für das Fach Anästhesiologie. 1961 erwarb er bei einer Gastdozentur an der Harvard Medical School in Boston Anschluss an den internationalen Fortschritt der Anästhesiologie.
In Freiburg wurde er 1963 zum außerplanmäßigen Professor ernannt und Leiter der Anästhesieabteilung der Chirurgischen Universitätsklinik Freiburg. 1966 wurde er in Freiburg als außerordentlicher Professor auf einen neueingerichteten Lehrstuhl für Anästhesiologie berufen. Gleichzeitig wurde er Direktor des dortigen Instituts für Anästhesiologie, das als selbständige klinische Einrichtung nach und nach sämtliche operativen Universitäts-Kliniken in Freiburg und eine eigene Intensivstation betreute. 1969 wurde er ordentlicher Professor (Ordinarius) für Anästhesiologie an der Albert-Ludwigs-Universität Freiburg. Wiemers befasste sich unter anderem auch mit medizinethischen Problemen der Intensivmedizin und Wiederbelebung. 1975 wurde auf seine Initiative hin innerhalb des Instituts eine Abteilung für experimentelle Anästhesiologie eingerichtet. Auch an der Planung des Anbaus der Chirurgie am Universitätsklinikum war er maßgeblich beteiligt.
Etwa 10 seiner Schüler haben sich für das Fach Anästhesiologie habilitiert. In seiner rasch wachsenden Abteilung herrschte durch seinen Einfluss ein vertrauensvolles Arbeitsklima. Seine Mitarbeiter nannten ihn „Boss“, und von nahestehenden älteren Kollegen wurde er auch so angeredet.
Unter seiner Leitung fanden in Freiburg ab 1963 vier internationale Kongresse statt.
1985 wurde Wiemers emeritiert. Am 14. Februar 2006 starb Kurt Wiemers im Alter von 85 Jahren in Denzlingen.

## Leistungen
In Lehre und Forschung war Kurt Wiemers als Wegbereiter für das neue Fach der Anästhesiologie in Deutschland prägend tätig. Als ordentliches Mitglied wurde er in die Europäische Akademie für Anästhesiologie berufen. Er gehörte zu den Gründungsmitgliedern der Deutschen Gesellschaft für Anästhesiologie und Intensivmedizin, deren Präsident er von 1963 bis 1964 war und dessen Präsidium er viele Jahre angehörte. Er vertrat auch die Interessen der Universitäts-Anästhesisten im Präsidium des Berufsverbands Deutscher Anästhesisten und gehörte dem Advisory Board der Zeitschrift Der Anaesthesist an. Zudem rief er ein Komitee ins Leben, das regelmäßige Fortbildungsabende für Anästhesisten der Region Südbaden im Rahmen der Akademie für Ärztliche Fortbildung der Bezirksärztekammer organisierte. In Anerkennung seiner Verdienste wurde Wiemers 1990 mit der Ehrennadel der Deutschen Gesellschaft für Anästhesiologie und Intensivmedizin ausgezeichnet. 1995 wurde er zum Ehrenmitglied der Gesellschaft ernannt.

## Veröffentlichungen (Auswahl)
Zahlreiche Buchbeiträge und mehr als 130 Publikationen sind das Ergebnis seiner wissenschaftlichen Tätigkeit:
- mit Ernst Kern unter Mitwirkung von Hermann Krauss: Die postoperativen Frühkomplikationen. Ihre Behandlung und Verhütung. Georg Thieme, Stuttgart 1957.
- Medikamentöse Beeinflussung der Überlebenszeit des Gehirns bei Kreislaufunterbrechung. In: Thoraxchirurgie. 6, 145–147 (1958)
- Die Dosierung flüssiger Inhalationsnarkotika. In: Der Anästhesist. 13, 171–172 (1964)
- Probleme und Definition des klinischen Todes. In: Der Internist. 10, 181–184 (1969)
- Grenzen der Behandlungspflicht in der Intensivmedizin. In: Deutsche Krankenpflegezeitschrift. 6, 1978, S. 270–273.
- Postoperative Frühkomplikationen. Grundlagen der Krankenbehandlung auf der Wachstation. Thieme, 1994, ISBN 3-13-420202-6.
- Weiter atmen - leben! ecomed, Landsberg 1999, ISBN 3-609-51730-1 (Autobiografie).
- Literatur von und über Kurt Wiemers im Katalog der Deutschen Nationalbibliothek